# Garret Dillahunt
Garret Lee Dillahunt (Castro Valley, 1964. november 24. –) amerikai színész.
Leginkább televíziós sorozatokból ismert:  Deadwood, 4400, Terminátor – Sarah Connor krónikái, Nevelésből elégséges és Fear the Walking Dead. 
Fontosabb mellékszereplései voltak olyan filmekben, mint a Nem vénnek való vidék (2007), a Jesse James meggyilkolása, a tettes a gyáva Robert Ford (2007), a Winter’s Bone – A hallgatás törvénye (2010), a Looper – A jövő gyilkosa (2012) és a 12 év rabszolgaság (2013).

## Filmográfia

### Film
| Év   | Magyar cím                                              | Eredeti cím                                                | Szerep                    | Magyar hang            |
| ---- | ------------------------------------------------------- | ---------------------------------------------------------- | ------------------------- | ---------------------- |
| 1999 |                                                         | Last Call                                                  | Curtis                    |                        |
| 2001 | A hitetlen                                              | The Believer                                               | Billings                  | Betz István            |
| 2007 | Nem vénnek való vidék                                   | No Country for Old Men                                     | Wendell                   | Gáspár András          |
| 2007 | Jesse James meggyilkolása, a tettes a gyáva Robert Ford | The Assassination of Jesse James by the Coward Robert Ford | Ed Miller                 | Széles László          |
| 2008 | Röppentyűöv                                             | Pretty Bird                                                | Carson Thrash             |                        |
| 2009 | Az utolsó ház balra                                     | The Last House on the Left                                 | Krug Stillo               | Seder Gábor            |
| 2009 | Az út                                                   | The Road                                                   | bandatag                  | Joó Gábor              |
| 2010 | Winter’s Bone – A hallgatás törvénye                    | Winter's Bone                                              | Baskin seriff             | Takátsy Péter          |
| 2010 |                                                         | Amigo                                                      | Compton hadnagy           |                        |
| 2010 |                                                         | Burning Bright                                             | Johnny Gaveneau           |                        |
| 2010 | Oliver Sherman – A kés éle                              | Oliver Sherman                                             | Sherman Oliver            | Gáspár András          |
| 2012 | Talán egyszer                                           | Any Day Now                                                | Paul Fliger               |                        |
| 2012 |                                                         | Revenge for Jolly!                                         | Gary                      |                        |
| 2012 | Ölni kíméletesen                                        | Killing Them Softly                                        | Eddie Mattie              |                        |
| 2012 | Looper – A jövő gyilkosa                                | Looper                                                     | Jesse                     | Laklóth Aladár         |
| 2013 |                                                         | Houston                                                    | Robert Wagner             |                        |
| 2013 | 12 év rabszolgaság                                      | 12 Years a Slave                                           | Armsby                    | Laklóth Aladár         |
| 2014 |                                                         | The Scribbler                                              | Hogan                     |                        |
| 2014 |                                                         | Just Before I Go                                           | Lucky Morgan              |                        |
| 2015 |                                                         | Against the Sun                                            | Harold Dixon              |                        |
| 2015 |                                                         | Thrilling Adventure Hour Live                              | Techs                     |                        |
| 2015 |                                                         | Beast                                                      | Rick Grey                 |                        |
| 2016 | Keress meg                                              | Come and Find Me                                           | John Hall                 |                        |
| 2017 |                                                         | Wheelman                                                   | Clayton                   |                        |
| 2018 | Braven                                                  | Braven                                                     | Kassen                    |                        |
| 2018 |                                                         | Benched                                                    | Michael                   |                        |
| 2018 | Nyughatatlan özvegyek                                   | Widows                                                     | Bash O'Reilly             | Gubányi György István  |
| 2020 |                                                         | Sergio                                                     | William von Zehle         |                        |
| 2021 | A halottak hadserege                                    | Army of the Dead                                           | Martin                    | Kárpáti Levente        |
| 2022 | Rohammentő                                              | Ambulance                                                  | Monroe százados           | Forgács Péter          |
| 2022 | Ahol a folyami rákok énekelnek                          | Where the Crawdads Sing                                    | "Pa" Clark                | Horváth-Töreki Gergely |
| 2022 | Szöszi                                                  | Blonde                                                     | főnök (nincs feltüntetve) |                        |
| 2023 |                                                         | Gray Matter                                                | Derek                     |                        |
| 2023 |                                                         | The Dead Don't Hurt                                        | Alfred Jeffries           |                        |
| 2023 | Fényévnyi távolban                                      | A Million Miles Away                                       | Frederick W. Sturckow     |                        |
| 2024 | A bosszú vérvörös keze                                  | Red Right Hand                                             | Wilder atya               | Galambos Péter         |

Rövidfilmek
- 2001: By Courier – férfi
- 2008: John's Hand – John
- 2009: Water Pills – Hal
- 2009: One Night Only –	Richard
- 2017: The Good Time Girls – Rufus Black

### Televízió
| Év        | Magyar cím                               | Eredeti cím                             | Szerep                                 | Megjegyzések                                |
| --------- | ---------------------------------------- | --------------------------------------- | -------------------------------------- | ------------------------------------------- |
| 1993–1994 |                                          | One Life to Live                        | Charlemagne Moody                      | 7 epizód                                    |
| 1996      | New York rendőrei                        | NYPD Blue                               | Bryce Coopersmith                      | 1 epizód                                    |
| 1998      | X-akták                                  | The X-Files                             | Edward Skur                            | 1 epizód (Útitársak)                        |
| 1998      |                                          | Maximum Bob                             | Dawson Hayes rendőr                    | 3 epizód                                    |
| 1998      |                                          | Remembering Sex                         | Chris Goodman                          | tévéfilm                                    |
| 1998      | Seven Days – Az időkapu                  | Seven Days                              | Kevin Poe                              | 1 epizód                                    |
| 1998      | Millennium                               | Millennium                              | Rick Van Horn                          | 1 epizód                                    |
| 2001      |                                          | Leap Years                              | Gregory Paget                          | 20 epizód                                   |
| 2002–2006 | Esküdt ellenségek                        | Law & Order                             | Julian Preuss / Eric Lund              | 2 epizód                                    |
| 2003–2004 |                                          | A Minute with Stan Hooper               | Lou Peterson                           | 13 epizód                                   |
| 2003–2009 | CSI: A helyszínelők                      | CSI: Crime Scene Investigation          | Luke / Tom O'Neill                     | 2 epizód                                    |
| 2004      |                                          | Mr. Ed                                  | Jim Hendry                             | tévéfilm                                    |
| 2004–2005 | Deadwood                                 | Deadwood                                | Jack McCall                            | visszatérő szereplő (1. évad)               |
| 2004–2005 | Deadwood                                 | Deadwood                                | Francis Wolcott                        | főszereplő (2. évad)                        |
| 2005      |                                          | The Inside                              | Karl Robie Jr.                         | 1 epizód                                    |
| 2005      | CSI: New York-i helyszínelők             | CSI: NY                                 | Steve Collins                          | 1 epizód                                    |
| 2005–2006 | 4400                                     | The 4400                                | Matthew Ross                           | 11 epizód                                   |
| 2005–2006 | Vészhelyzet                              | ER                                      | Steve Curtis                           | 5 epizód                                    |
| 2006      | Nem szentírás                            | The Book of Daniel                      | Jézus                                  | 8 epizód                                    |
| 2006      | Gyilkos számok                           | Numbers                                 | Jack Tollner                           | 1 epizód                                    |
| 2007      | John Cincinattiból                       | John from Cincinnati                    | Dr. Michael Smith                      | 8 epizód                                    |
| 2007      | A hatalom hálójában                      | Damages                                 | Marshall Phillips                      | 4 epizód                                    |
| 2007      |                                          | The Line-Up                             | Theo Harrison                          | tévéfilm                                    |
| 2007–2009 | Életfogytig zsaru                        | Life                                    | Roman Nevikov                          | 3 epizód                                    |
| 2008–2009 | Terminátor – Sarah Connor krónikái       | Terminator: The Sarah Connor Chronicles | Cromartie / John Henry / George Laszlo | 18 epizód                                   |
| 2009      | Gyilkos elmék                            | Criminal Minds                          | Mason Turner                           | 1 epizód                                    |
| 2009      | Hazudj, ha tudsz!                        | Lie to Me                               | Eric Matheson                          | 1 epizód                                    |
| 2009      | Esküdt ellenségek: Különleges ügyosztály | Law & Order: Special Victims Unit       | Kevin O'Donnell                        | 1 epizód                                    |
| 2009      | A nagy svindli                           | White Collar                            | Patrick Aimes                          | 1 epizód                                    |
| 2010      | Elvált Gary                              | Gary Unmarried                          | Goose                                  | 1 epizód                                    |
| 2010      | Glades – Tengerparti gyilkosságok        | The Glades                              | Eddie Strickland                       | 1 epizód                                    |
| 2010–2013 | Minden lében négy kanál                  | Burn Notice                             | Simon Escher                           | 3 epizód                                    |
| 2010–2014 | Nevelésből elégséges                     | Raising Hope                            | Burt Chance                            | - 88 epizód - rendező (1 epizód: 2014)      |
| 2011      |                                          | Memphis Beat                            | Tim Wayne                              | 1 epizód                                    |
| 2011      | Alfák                                    | Alphas                                  | Jonas Englin                           | 1 epizód                                    |
| 2012      | Behálózva                                | TallhotBlond                            | Thomas Montgomery                      | tévéfilm                                    |
| 2013      |                                          | Newsreaders                             | Mikhail Rousseau                       | 1 epizód                                    |
| 2013–2014 |                                          | Paloma                                  | Matthew                                | 4 epizód                                    |
| 2014      | Sherlock és Watson                       | Elementary                              | Bart MacIntosh                         | 1 epizód                                    |
| 2014–2017 | Isten Keze                               | Hand of God                             | Keith "KD" Dennison                    | 20 epizód                                   |
| 2015      | A törvény embere                         | Justified                               | Ty Walker                              | 8 epizód                                    |
| 2015      | Brooklyn 99 – Nemszázas körzet           | Brooklyn Nine-Nine                      | Dave Majors nyomozó                    | 1 epizód                                    |
| 2015–2017 |                                          | The Mindy Project                       | Dr. Jody Kimball-Kinney                | 38 epizód                                   |
| 2017      | Rejtjelek                                | Blindspot                               | Travis                                 | 1 epizód                                    |
| 2017      |                                          | Arkansas Traveler                       | Wayland McGlawhorn                     | 6 epizód                                    |
| 2017–2018 |                                          | The Guest Book                          | Dr. Andrew Brown                       | 11 epizód                                   |
| 2017–2018 | The Gifted – Kiválasztottak              | The Gifted                              | Dr. Roderick Campbell                  | - 9 epizód - magyar hangja: - Király Adrián |
| 2018–2021 | Fear the Walking Dead                    | Fear the Walking Dead                   | John Dorie                             | 29 epizód                                   |
| 2019      | Deadwood – A film                        | Deadwood: The Movie                     | részeg (stáblistán nem szerepel)       | tévéfilm                                    |
| 2022      |                                          | Sprung                                  | Jack                                   | 9 epizód (vezető producer)                  |
| 2022      | Halott vagy                              | Dead to Me                              | Glenn Moranis                          | 3 epizód                                    |

## Fordítás
- Ez a szócikk részben vagy egészben  a   Garret Dillahunt című angol Wikipédia-szócikk fordításán alapul.  Az eredeti cikk szerkesztőit annak laptörténete sorolja fel. Ez a jelzés csupán a megfogalmazás eredetét és a szerzői jogokat jelzi, nem szolgál a cikkben szereplő információk forrásmegjelöléseként.